# Trofeo Figros
Le Trofeo Figros - Coppa Teleiride est une course cycliste italienne disputée au mois de juin autour de Cavallina, frazione de la commune de Barberino di Mugello en Toscane. 
La première édition en 2013 est réservée aux juniors (moins de 19 ans). Elle est ensuite disputée par des cyclistes espoirs (moins de 23 ans) et élites sans contrat.

## Palmarès
| Année | Vainqueur         | Deuxième        | Troisième         |
| ----- | ----------------- | --------------- | ----------------- |
| 2013  | Niccolò Pacinotti | Luca Zullo      | Iltjan Nika       |
| 2014  | Stanislau Bazhkou | Thomas Pinaglia | Eugenio Bani      |
| 2015  | Alex Turrin       | Maxim Rusnac    | Cristian Raileanu |
| 2016  | Niccolò Pacinotti | Matteo Natali   | Paolo Baccio      |